# GAZ-24 Wołga
GAZ-24 Wołga – samochód osobowy produkowany przez fabrykę Gorkowskij Awtomobilnyj Zawod w Niżnym Nowogrodzie.
Wołga produkowana była w dwóch wersjach GAZ-24-01 (sedan) i GAZ 24-02 (kombi).
Wołgi 24 najczęściej można było spotkać w roli taksówek, gdyż posiadały obszerne wnętrze (szerokość wnętrza ok. 1,5 m) oraz bardzo miękkie piórowe zawieszenie tylne, które zapewniało znaczną wygodę jazdy.
Bardziej luksusowe wersje (koniecznie w kolorze czarnym) były zarezerwowane dla dyrektorów fabryk i urzędników państwowych, a także tajnych oddziałów milicji oraz wywiadu. W latach 80. krążyła legenda o wołdze, której załoga porywała dzieci.
Następne wersje Wołgi to GAZ-24-10 Wołga, GAZ-31029 Wołga i GAZ-3105 Wołga.

## Historia

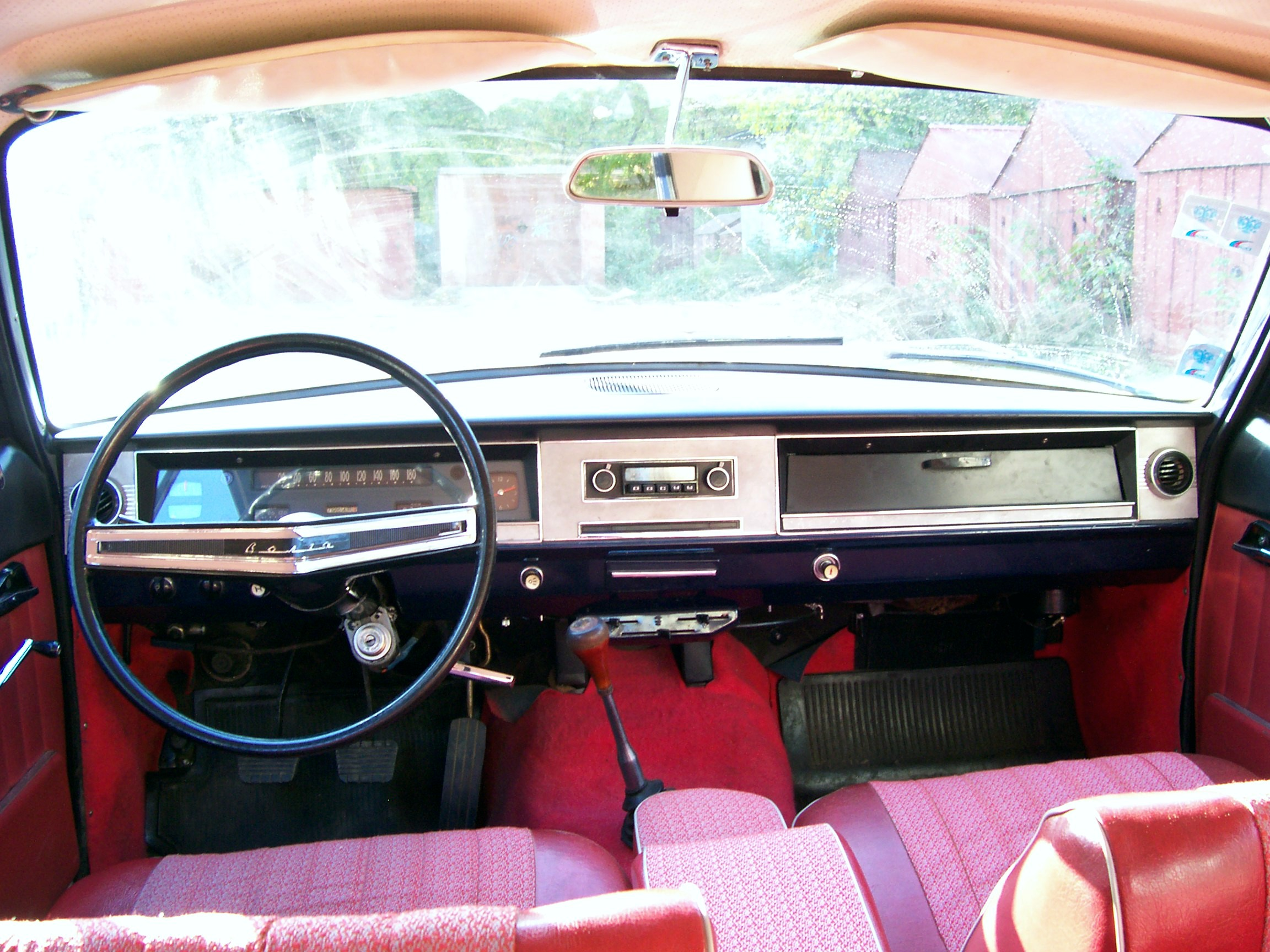
Deska rozdzielcza

Produkowany od roku 1956 poprzednik modelu 24, GAZ 21, mimo że w czasie swojego powstawania był konstrukcją nowoczesną, na początku lat 60. okazał się przestarzały, szczególnie w kwestii wyglądu zewnętrznego.
W roku 1962 podjęto prace nad następcą Wołgi 21. Nowy samochód projektowano z myślą o wykorzystaniu wielu wersji silnikowych – zmodernizowanego czterocylindrowego silnika z GAZ-a 21 oraz nowych konstrukcji: sześciocylindrowego rzędowego i ośmiocylindrowego w układzie V. Wkrótce idea silnika sześciocylindrowego, jak również automatycznej skrzyni biegów została odrzucona, i GAZ-24 miał być produkowany z silnikami R4 2,5 l oraz V8 5,5 l. Ośmiocylindrowa jednostka co prawda trafiła do Wołgi, ale tylko w samochodach przeznaczonych dla służb. Ogromna masa silnika niezbyt dobrze wpływała na właściwości jezdne samochodu, dlatego tylną część pojazdu obciążono żeliwną płytą o masie ok. 200 kg.
W latach 1962–1965 zbudowano kilka prototypów istotnie różniących się wyglądem, aż w roku 1965 powstała konstrukcja zbliżona do późniejszej seryjnej. W 1966 powstały pierwsze jeżdżące prototypy, oznaczone M-24 (poprzedni model skonstruowany na bazie GAZ-a 21 miał oznaczenie M-23). Prototypy wyposażone były również w podwójne reflektory przednie, jednak ta wersja nie weszła do seryjnej produkcji.
W 1967 rozpoczęto produkcję samochodu GAZ-24, który posiadał nowoczesną sylwetkę i był lżejszy od poprzednika.

## Konstrukcja

### Nadwozie
Nadwozie stalowe samonośne, zamknięte, czterodrzwiowe, trójbryłowe. Silnik umieszczony z przodu napędza koła tylne. Drzwi stalowe, otwierane w kierunku jazdy, z szybami opuszczanymi; przednie drzwi wyposażone w lufcik uchylny. W stosunku do poprzednika nadwozie było zdecydowanie niższe, przez co optycznie wydawało się szersze (szerokość zewnętrza była identyczna). Rozstaw osi został wydłużony o 100 mm. Także rozstaw kół przednich (1476 mm) jest większy niż w poprzednim modelu Wołgi. Masa własna uległa zmniejszeniu o ok. 150 kg w stosunku do pierwszych wersji Wołgi.

### Zawieszenie i układ jezdny
Przednie: połączone z nadwoziem poprzez ramę pomocniczą będącą jednocześnie przednim wspornikiem silnika; podwójne wahacze poprzeczne ze sprężynami śrubowymi i amortyzatorami teleskopowymi umieszczonymi centralnie w sprężynach; stabilizator.
Tylne: sztywny most, resory piórowe półeliptyczne, amortyzatory teleskopowe umieszczone skośnie – górną częścią w kierunku osi symetrii nadwozia.
Koła stalowe, mocowane pięcioma nakrętkami do szpilek osadzonych w piaście, rozmiar 14", ogumienie dętkowe lub bezdętkowe szerokości 185 lub 195 mm o profilu 80. Rozstaw kół przednich – 1476 mm, – tylnych 1420 mm.
Układ hamulcowy roboczy: hydrauliczny, nożny, dwuobwodowy, ze wspomaganiem podciśnieniowym; hamulce bębnowe, na przedniej osi w układzie duplex, na tylnej w układzie simplex. Układ hamulcowy pomocniczy: mechaniczny, ręczny, działa na koła tylne.
Układ kierowniczy z przekładnią ślimakowo-rolkową, bez wspomagania.

### Silnik i przeniesienie napędu

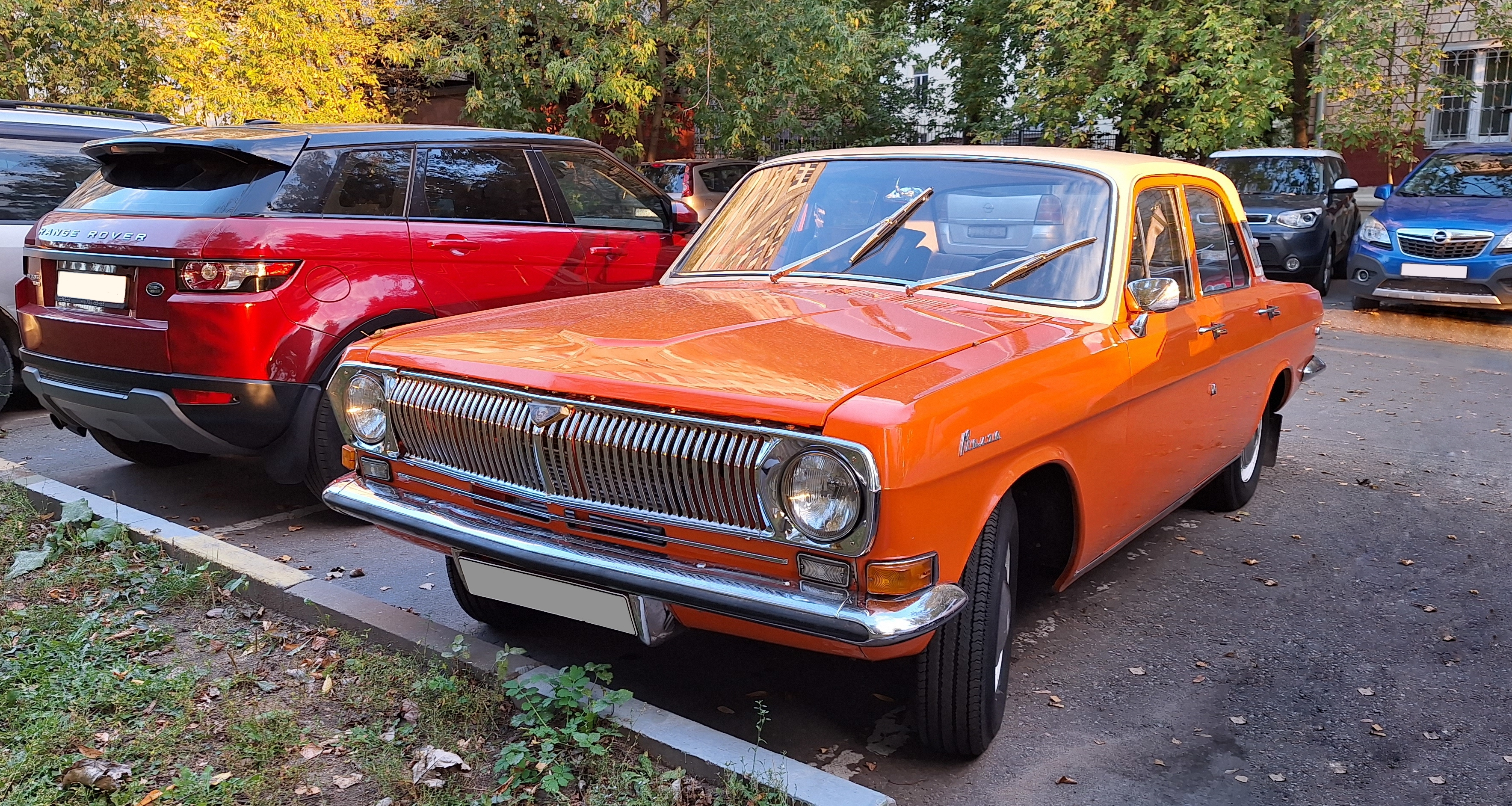

Silnik benzynowy: czterocylindrowy, rozrząd w układzie OHV z dwoma zaworami na cylinder napędzany kołami zębatymi, zawory ssące i wydechowe zgrupowane z prawej strony silnika; zasilanie gaźnikiem dwugardzielowym K-126Г z oszczędzaczem; blok silnika, tłoki i głowica odlane ze stopu aluminium, tuleje cylindrów żeliwne; chłodzenie cieczą z chłodnicą umieszczoną z przodu, za żaluzją sterowaną ręcznie, obieg chłodnicy włączany termostatem.
Sprzęgło suche jednotarczowe, sterowane hydraulicznie.
Skrzynia biegów czterobiegowa z biegiem wstecznym, zespolona ze sprzęgłem i silnikiem, synchronizowana, z dźwignią w podłodze; przeniesienie napędu wałem z przegubami Kardana, przekładnia główna hipoidalna o przełożeniu 4,1:1.
| Silnik 24D                 | Silnik 24D            |
| -------------------------- | --------------------- |
| Paliwo                     | benzyna LO 85         |
| Ilość cylindrów            | 4 w układzie rzędowym |
| Średnica cylindrów         | 92 mm                 |
| Skok tłoka                 | 92 mm                 |
| Pojemność                  | 2445 cm³              |
| Stopień sprężania          | 8,2:1                 |
| Moc maksymalna             | 95 KM                 |
| Maksymalny moment obrotowy | 185 Nm                |
| Silnik 2401                |                       |
| Paliwo                     | benzyna LO 76         |
| Ilość cylindrów            | 4 w układzie rzędowym |
| Średnica cylindrów         | 92 mm                 |
| Skok tłoka                 | 92 mm                 |
| Pojemność                  | 2445 cm³              |
| Stopień sprężania          | 6,7:1                 |
| Moc maksymalna             | 85 KM                 |
| Maksymalny moment obrotowy | 172 Nm                |

### Osiągi
- Silnik 24D pozwalał na osiągnięcie prędkości 145 km/h.
- 23 s potrzebowała Wołga na osiągnięcie 100 km/h.

### Instalacja elektryczna
12-woltowa, z biegunem ujemnym na masie, akumulator 55 Ah, alternator o mocy 450 W, bezpieczniki bimetalowe umieszczone w kabinie.